# Hydropsyche rotosa
Hydropsyche rotosa är en nattsländeart som beskrevs av Ross 1947. Hydropsyche rotosa ingår i släktet Hydropsyche och familjen ryssjenattsländor. Inga underarter finns listade i Catalogue of Life.